# Víctor Manuel Fernández Martínez
Víctor Manuel Férnandez Martínez (Gijón, 1948) es un arqueólogo y profesor universitario español, catedrático jubilado (profesor honorífico) del departamento de Prehistoria, Historia Antigua y Arqueología de la facultad de Geografía e Historia de la Universidad Complutense de Madrid. 

## Biografía
Nacido en Gijón, Asturias, en 1948, entre 1966 y 1972 cursó la carrera de ingeniería superior aeronáutica en Madrid. Mientras trabaja como ingeniero en proyectos de energía completa sus estudios de Historia, siendo licenciado (1978) y doctor (1983) con una tesis sobre culturas arqueológicas nubias dirigida por Martín Almagro Basch. En 1986 se convirtió en profesor titular de la UCM y en 2009, catedrático de universidad.
Ha dirigido excavaciones arqueológicas en España (muralla romana de Tiermes, 1979-1980, poblado ibérico de Pedro Muñoz, Ciudad Real, 1984-1991), Sudán (necrópolis meroítica y Kerma de Abri, 1978-1981, prospección de la cuenca oriental del Nilo Azul, 1989-2000), y en Etiopía (prospección de frontera con Sudán en Benishangul, 2001-2006). 
Desde 2006 hasta la actualidad ha dirigido una investigación arqueológica y arquitectónica sobre las misiones jesuitas en Etiopía, financiada por el Ministerio de Cultura y la AECID.  El proyecto consistió en el registro exhaustivo de las numerosas ruinas conservadas y excavaciones en las dos misiones más importantes, Gännätä Iyäsus y Gorgora Nova, lugares donde residió el jesuita español Pedro Páez, descubridor de las fuentes del Nilo Azul.

## Libros y publicaciones más relevantes
- Víctor M. Fernández (1982). "El cementerio Kerma de Abri-Amir Abdallah". En: Trabajos de Prehistoria, 39: 279-322.
- Víctor M. Fernández (1984). "Early Meroitic in Northern Sudan". En: Aula Orientalis (Barcelona), 2(1): 43-84.
- Víctor M Fernández, A. González (1984). "La muralla romana", en J.L. Argente y otros, Tiermes II. Campañas de 1979 y 1980. Excavaciones Arqueológicas en España, 128: 197-291.
- Víctor M. Fernández (1985). La cultura alto-meroítica del norte de Nubia. Madrid: Universidad Complutense - Tesis doctorales.
- Víctor M. Fernández (1989). Teoría y método de la arqueología. Madrid: Síntesis. Segunda edición, 2000.
- Víctor M. Fernández (1996). Arqueología prehistórica de África. Madrid: Síntesis.
- Víctor M. Fernández (2003) (editor). "The Blue Nile Project. Holocene archaeology in Central Sudan". En: Complutum, 12: 197-425.
- Víctor M. Fernández, M. Menéndez, A. Jimeno (1997). Diccionario de Prehistoria. Madrid: Alianza Editorial. Segunda edición revisada en 2011.
- Víctor M. Fernández (2006). Una arqueología crítica: ciencia, ética y política en la construcción del pasado. Barcelona: Crítica.
- Víctor M. Fernández, I. de la Torre, L. Luque, J. López, A. González (2007). "A Late Stone Age sequence from West Ethiopia". En: Journal of African Archaeology, 5(1): 91-126.
- Víctor M. Fernández (2007). Prehistoria. El largo camino de la humanidad. Madrid: Alianza Editorial.
- Víctor M. Fernández (2011). "Schematic Rock Art, Rain-making and Islam in the Ethio-Sudanese Borderlands". En: African Archaeological Review, 28(4): 279-300.
- Víctor M. Fernández (2011). Los años del Nilo. Madrid: Alianza Editorial.
- Víctor M. Fernández (2015). Arqueo-estadística. Métodos cuantitativos en arqueología. Madrid: Alianza.
- Víctor M. Fernández J. de Torres, A. Martínez, C. Cañete  (2017). The Archaeology of the Jesuit Missions in Ethiopia (1557-1632). Leiden: Brill.
- Víctor M. Fernández (2019). Las Misiones Jesuitas Ibéricas en Etiopía (1557-1632). Madrid: AECID.
- Víctor M. Fernández (2022). El reino cristiano de Etiopía (siglos IV-XVIII). Madrid: La Ergástula